# Cinepur
Cinepur je filmový časopis vycházející od roku 1991. Časopis začal vycházet z popudu tehdejších studentů filmové vědy FF UK, později jej vydavatelsky zaštítila FAMU a od roku 1999 do dnes je vydává Sdružení přátel Cinepuru. Původně čtvrtletník se po celá 90. léta potýkal s finančními těžkostmi a někdy se i na delší dobu odmlčel. Od 17. čísla z roku 2001 je Cinepur pravidelně vycházející dvouměsíčník. Sedmé číslo z roku 1997 znamenalo změnu názvu časopisu z původního Cinemapur na Cinepur.
Do časopisu přispívá celá řada filmových vědců, publicistů, kritiků i samotných filmařů. Profil periodika se během jeho existence postupně proměnil od cinefilie raných 90. let (období spojené FFUK), akademizmu (spojení s FAMU) k současnému způsobu odborného psaní pro širší veřejnost. 
Kromě redakčně upravených textů poskytuje Cinepur ve své internetové podobě prostor pro blogy redaktorů.

## Redakce
První šéfredaktorkou byla Pavlína Coufalová, následovali Karel Spěšný, Helena Bendová, Zdeněk Holý (2007–2010), Jan Kolář (2010–2011) a od června 2011 je šéfredaktorkou Jindřiška Bláhová. V současnosti jsou členy redakce Jan Kolář, Lucie Česálková, Antonín Tesař, Aleš Stuchlý a Jindřiška Bláhová.

## Grafická úprava
Autorem původní grafické koncepce časopisu a logotypu je grafik David Fírek, který byl také art directorem časopisu do roku 2010. Od roku 2011 je autorem grafiky časopisu studio The Bestseller Creative Platform (Linda Dostálková, Marek Meduna, David Kořínek)

## Ocenění
Cinepur dvakrát zvítězil v soutěži Unie vydavatelů o nejlepší časopis. V roce 2005 získal první místo v hlasování o nejlepší specializovaný časopis a v roce 2007 získal cenu za nejlepší obálku roku mezi všemi časopisy.

## Distribuce
Cinepur je v prodeji v řadě distribučních míst v ČR , od čísla 57 je v prodeji i v některých trafikách. Časopis je distribuován i prostřednictvím jeho vlastní zásilkové služby .